# Sergej Komarov (attore)
Sergej Petrovič Komarov (in russo Сергей Петрович Комаров?), nato Sergej Petrovič Lavrent'ev (in russo Сергей Петрович Лаврентьев?; Vjazniki, 2 marzo 1891 – Mosca, 23 dicembre 1957) è stato un attore sovietico, attivo nel cinema muto anche come regista e sceneggiatore.

## Filmografia

### Attore
- Serp i molot, regia di Vladimir Gardin (1921)
- Le straordinarie avventure di Mr. West nel paese dei bolscevichi (Neobyčajnye priključenija mistera Vesta v strane Bolševikov), regia di Lev Kulešov (1924)
- Il raggio della morte (Luč smerti), regia di Lev Kulešov (1925)
- La febbre degli scacchi (Šachmatnaja gorjačka), regia di Vsevolod Pudovkin e Nikolaj Špikovskij - cortometraggio (1925)
- Miss Mend, regia di Boris Barnet e Fëdor Ocep (1926)
- Secondo la legge (Po zakonu), regia di Lev Kulešov (1926)
- La fine di San Pietroburgo (Konec Sankt-Peterburga), regia di Vsevolod Pudovkin e Michail Doller (1927)
- Salamandra, regia di Grigorij Rošal' e Michail Doller (1928)
- La casa sulla Trubnaja (Dom na Trubnoj), regia di Boris Barnet (1928)
- La bambola coi milioni (Kukla s millionami) (1928)
- L'allegro canarino (Vesëlaja kanarejka), regia di Lev Kulešov (1929)
- Due-Buldi-due (Dva-Bul'di-dva), regia di Lev Kulešov (1929)
- Gorizont, regia di Lev Kulešov (1932)
- Druz'ja sovesti, regia di Konstantin Ėggert (1932)
- Sobborghi (Okraina), regia di Boris Barnet (1933)
- Il disertore (Dezertir), regia di Vsevolod Pudovkin (1933)
- Marionetki, regia di Jakov Protazanov e Porfirij Podobed (1934)
- Nasten'ka Ustinova, regia di Konstantin Ėggert (1934)
- Ljubov' i nenavist', regia di Al'bert Gendel'štejn (1935)
- Dochunda, regia di Lev Kulešov (1936)
- Kosmičeskij rejs, regia di Vasilij Žuravlёv (1936)
- Vicino al mare più azzurro (U samogo sinego morja), regia di Boris Barnet e Samed Mardanov (1936)
- Glubokij rejd, regia di Pёtr Malachov (1937)
- Ljudi dolinj Sumbar, regia di Nikolaj Tichonov (1938)
- Ščors, regia di Aleksandr Dovženko e Julija Solnceva (1939)
- Minin e Požarskij, regia di Vsevolod Pudovkin (1939)
- I siberiani (Sibirjaki), regia di Lev Kulešov (1940)
- Gibel' Orla, regia di Vasilij Žuravlёv (1941)
- Incidente sul vulcano (Slučaj v vulkane), regia di Evgenij Šnejder (1941)
- Staryj dvor, regia di Vladimir Nemoljaev - cortometraggio (1941)
- Il giuramento di Timur (Kljatva Timura), regia di Lev Kulešov (1942)
- Železnyj angel, regia di Vladimir Jurenev (1942)
- Princ i niščij, regia di Ėrast Garin e Chesja Lokšina (1942)
- Siamo degli Urali (My s Urala), regia di Aleksandra Chochlova e Lev Kulešov (1944)
- Questo accadde nel Donbass (Ėto bylo v Donbasse), regia di Leonid Lukov (1945)
- Sinegorija, regia di Ėrast Garin e Chesja Lokšina (1946)
- Un treno va in Oriente (Poezd idët na vostok), regia di Julij Rajzman (1948)
- La giovane guardia (Molodaja gvardija), regia di Sergej Gerasimov (1948)
- Zagovor obrečёnnych, regia di Michail Kalatozov (1950)
- Žukovskij, regia di Vsevolod Pudovkin e Dmitrij Vasil'ev (1950)
- Nachlebnik, regia di Vladimir Basov (1953)
- La cicala (Poprygun'ja), regia di Samson Samsonov (1955)
- Il mistero dei due oceani (Tajna dvuch okeanov), regia di Konstantin Pipinašvili (1957)

### Regista
- Poceluj Meri Pikford (1927)
- La bambola coi milioni (Kukla s millionami) (1928)

### Sceneggiatore
- Poceluj Meri Pikford (1927)

## Premi e riconoscimenti
- Artista onorato della RSFSR (1935)